# ラス・ラハス教会
座標: 北緯0度48分19秒 西経77度35分10秒 / 北緯0.805333度 西経77.585989度

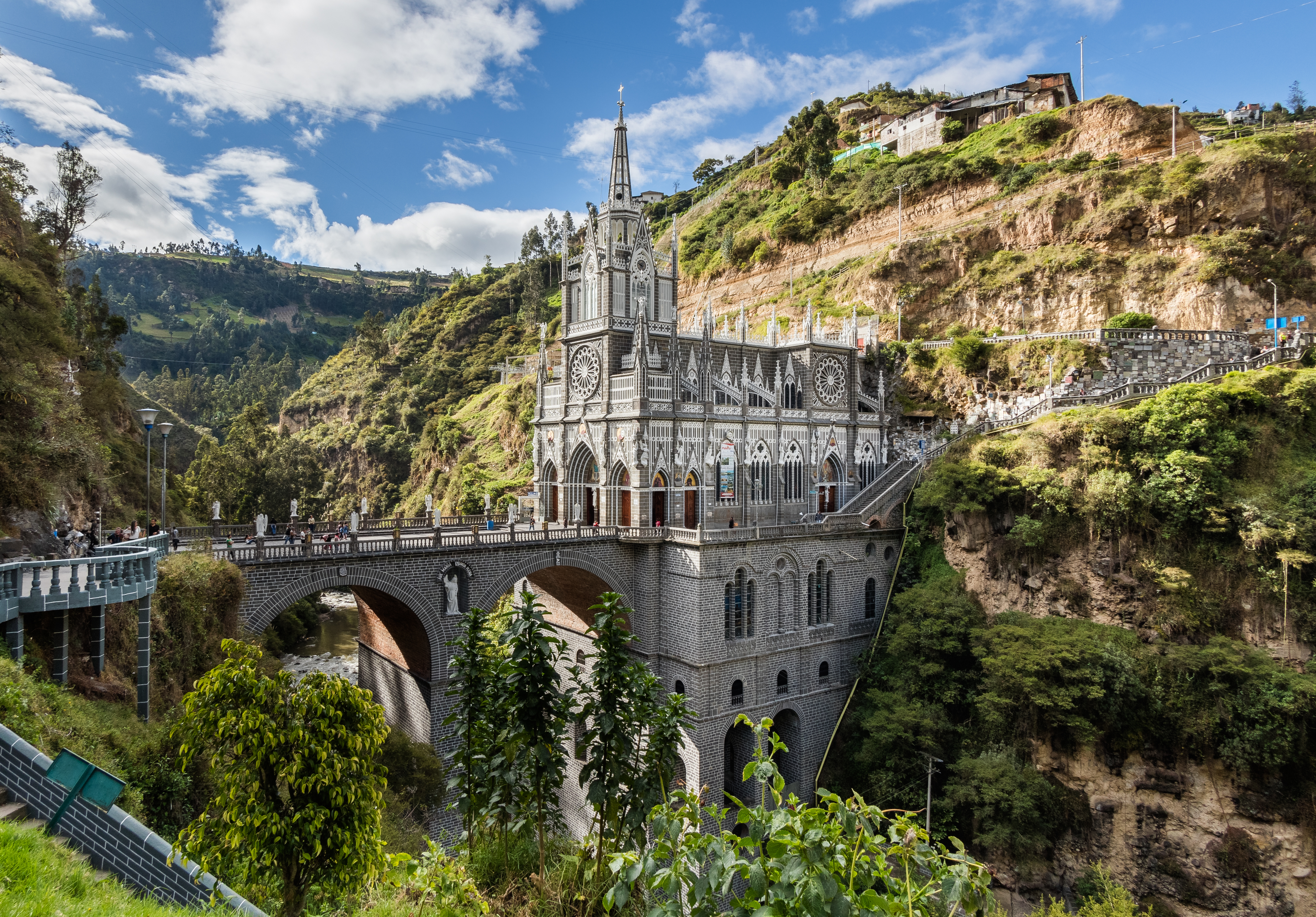
ラス・ラハス教会

ラス・ラハス教会（スペイン語: Santuario de Las Lajas、英語: Las Lajas Sanctuary）は、コロンビア南部のナリーニョ県イピアレス市にあるバシリカである。グァイタラ川（es:Río Guáitara）の峡谷の中に構築されている。

## 概要
ラス・ラハス教会はローマカトリックの教会で、現在の教会はゴシック・リバイバルのスタイルで、1916年1月1日から1949年8月20日の間に地域の信者の寄進により建築された。名前にあるラハスのラハとは、頁岩（泥や粘土鉱物から成る堆積岩）のことを指す。この教会は渓谷の底部より100mの高さがあり、渓谷の反対側と50mの高さの橋により結ばれている。
教会の建築が行われたきっかけは、1754年に奇跡的なことがこの地で起きたことから始まっている。Amerindian Maria Muecesと娘のロサは、ある日暴風雨に出くわし、二人は大きな石垣（頁岩でできた物）の間に避難した。ロザは聴覚障害者で言葉が不自由であった。 避難した石垣の壁にある影が映った時、ロザは「女の人が私を呼んでいる」と指をさして初めて口をきいたという。その壁に映ったシルエットは聖母マリアといわれ、聖母マリアが出現した場所と言い伝えられている。その後この場所は、奇跡の治癒場としてポピュラーな巡拝地となった。元々この場所には殿堂があり、最初に作られたのは18世紀の半ばで麦や木などで作られたものであった。そして、1802年に新しく大きなものに建てかえた。現在もその殿堂は存在し、橋で繋がっている反対側の渓谷にある。